# Paul Berth
Paul Ludvig Laurits Berth (født 7. april 1890 i København, død 9. november 1969 i Gentofte) var en dansk fodboldspiller.

## Fodboldkarriere
Berth spillede halfback for Birkerød Kostskole og Akademisk Boldklub (1908-1923), og han vandt det danske mesterskab med AB i 1919 og 1921.
Berth debuterede på landsholdet i en venskabskamp mod England i 1911 på QPR's hjemmebane Park Royal i London. Året efter var han en del af det danske hold ved OL 1912 i Stockholm, hvor Danmark efter at have siddet over i første runde mødte Norge i kvartfinalen og vandt her 7-0.Danmark vandt derpå semifinalen med 4-1 over Holland, men tabte finalen 2-4 til Storbritannien (reelt England) og fik dermed sølv. Berth spillede alle kampene. Han var en af 1910'ernes største spillere i Danmark og var i en periode indehaver af landskampsrekorden, og han var den tredje spiller, der opnåede 25 kampsjubilæum på det danske landshold. Han spillede sin sidste landskamp mod Holland i Amsterdam 1922 og nåede 26 landskampe, heraf 14 som anfører, og scorede et mål; det skete i en venskabskamp mod Norge i 1917. Han var også med ved OL 1920 i Antwerpen, men fik ikke spilletid i den ene kamp, Danmark fik her.

## Øvrige karriere
Paul Berth var guldsmed. Han overtog faderen, Laurits Berths, juveler- og guldsmedefirma i København efter dennes død i 1917.